# الزاوية (كتاب)
الزاوية رواية للكاتب عبد الجليل الوزاني التهامي، فائز بجائزة كتارا للرواية العربية في قطر، وأعلنته هااته المؤسسة شخصية العام سنة 2024 ووصفته بـ "المثقف الشامل". هي عمل أدبي نشرته مطبعة الريف في تطوان سنة 1943.

## نبذة
الأهمية الأدبية: اعتبر باحثون كتاب الزاوية أول تجربة مغربية في الرواية المكتوبة باللغة العربية، وتمزج بين السيرة الذاتية والتاريخ المحلي والتصوف والملاحظة الاجتماعية.
السياق الزمني: تغطي الرواية حقبة ما قبل الحماية الإسبانية على شمال المغرب (تطوان) وما تلاها، كما تستعيد أحداثًا مثل احتلال تطوان سنة 1913 وتأثير الحرب العالمية الأولى على المجتمع المغربي.

## المحتوى
جزء من حياة الكاتب: تبدأ الرواية بطفولة المؤلف في عائلة متدينة ذات نسب شريف، مرورًا بفقدان والده المبكر، وتأثير جدته وأمه في تربيته وتكوينه الروحي والثقافي.
بيئة تطوان والمجتمع: تصوّر الرواية المجتمع التطواني آنذاك، من العادات والتقاليد الدينية إلى تفاصيل الحياة اليومية، مع إشارات واضحة للجانب السياسي والثقافي.
التصوف والزاوية الصوفية: كلمة «الزاوية» في عنوان الرواية تحمل بعدًا رمزيًا، إذ تعكس حضور التصوف في تجربة الكاتب وتأثره بها من خلال شيوخه وقراءاته لكتب المتصوفة.
التوثيق التاريخي: تدمج الرواية الأحداث الكبرى في المنطقة، مثل الاحتلال ومواقف المثقفين من التحولات السياسية، في سياق التجربة الشخصية، مما يجعلها مرجعًا مهمًا لتاريخ تطوان وشمال المغرب.

## ملخص
يفتح التهامي الوزاني كتابة "الزاوية" مستعيدًا طفولته وشبابه في مدينة تطوان مطلع القرن العشرين، بلغة صادقة وتفصيل دقيق، فيرسم لوحة متكاملة للمجتمع المحلي في تلك المرحلة. يبدأ بسرد حياته داخل أسرته، تحت رعاية أمه وجدته بعد وفاة والده، ويصف الجو الأسري، وعلاقاته بأصدقائه وأساتذته، والبيئة التي كان يعيش فيها. ومن خلال ذلك، يعكس صورة واقعية للمجتمع التطواني: عاداته، تقاليده، وأفكاره، وخاصة نظرته للأولياء والصالحين، وإلى الأسر التي تتوارث العلم والصلاح والتصوف عبر الأجيال.
يتوقف المؤلف مطولًا عند أسلوب التعليم التقليدي في الكتاتيب القرآنية، موضحًا المعاناة التي كان يعيشها الأطفال، والصرامة التي كان يواجهونها، وكيفية تعلمهم القراءة والكتابة. كما يشير إلى تأثير القصاصين وحكاياتهم المليئة بالخيال، التي أسرت عقول الصغار، وكان هو واحدًا منهم، فتأثر بما تحمله تلك القصص من عوالم غرائبية وأبطال أسطوريين.
ومن خلال استعراضه للحياة اليومية، يصف المؤلف مكانة الزوايا الصوفية، حيث كان لكل فرد أو أسرة شيخ أو طريقة ينتمي إليها، خاصة في أيام الجمعة. ويخصص مساحة كبيرة للحديث عن أسرته، وعن تأثير أمه وجدته في توجيه حياته، وعن صورة والده التي لم يعرفها إلا من خلال القصص المتناقلة داخل العائلة. كما يتناول صداقاته، مصنفًا أصدقاءه بحسب درجة قربهم منه، وموضحًا شخصياتهم وأخلاقهم ومدى وعيهم بالحياة.
يمزج الوزاني في سرده بين الخاص والعام، فيروي أحداثًا تاريخية شهدها مجتمعه، مثل احتلال تطوان سنة 1913، وكيف أعاد ذلك إلى الذاكرة مأساة الاحتلال السابق سنة 1860. يصف مشاعر الخوف التي اجتاحت الناس، ورغبة بعض العائلات في الهجرة، مثل جدته التي فكرت في الرحيل إلى طنجة حماية لأحفادها من التأثير الأجنبي، لكنها عدلت عن ذلك بعد نصائح الأقارب. كما يسجل عادات اجتماعية مميزة، مثل الاستجمام على شاطئ مرتيل في الخريف، حيث تُنصب الخيام وتقام تجمعات أشبه بمواسم العرب القديمة.
أما الجانب النفسي في السيرة، فيكشف عن صراع داخلي حاد بين ميول الشاب الجسدية وحياته الاجتماعية النشيطة، وبين طموحه الروحي العميق. فهو من جهة ابن أسرة مشهورة بالصلاح والتقوى، ومن جهة أخرى شاب يافع يتمتع بجاذبية ونشاط وحيوية، تطغى أحيانًا عليها نوازع النفس الأمارة، ثم تتدخل النفس اللوامة لترده عن اندفاعه. ومع تزايد رغبته في الارتقاء الروحي، يبدأ البحث عن مرشد يأخذ بيده إلى عالم التصوف.
بعد رحلة من الحيرة، يجد غايته في شيخ الزاوية الحراقية، فينخرط كليًا في عالمها الروحي والجمالي، حيث الذكر والعبادة والموسيقى والمذاكرة، وقراءة كتب التصوف الكبرى مثل «الفتوحات المكية» لابن عربي و«الفهرس» لابن عجيبة. يسلم المؤلف نفسه طواعية لشيخه، يغيّر مظهره الخارجي بأوامره، ويترك دراسته التقليدية، ويحاول جذب أصدقائه إلى الزاوية، حيث الأجواء الجذابة من أناشيد وألحان، وضيافة فاخرة، وديكورات مبهجة.
لا يخفي الوزاني أثر الانتقادات التي كانت تُوجه للزاوية من بعض الفقهاء، لكنها لم تزد المريد الشاب إلا تعلقًا بشيخه، حتى أنه كان يقاطع بعض أساتذته بسبب انتقادهم له. ويخصص المؤلف فصولًا للحديث عن شخصيات الزاوية، مثل الشيخ العلامة الأديب سيدي محمد الحراق، وصديقه محمد بن الحسن، المعروف برقته البالغة حتى مع الحيوانات، إذ كان يعتني بالكلاب والفئران بدل إيذائها.

## جنس المؤلف
يصنف كتاب «الزاوية» للتهامي الوزاني ضمن عمل أدبي يجمع بين أكثر من جنس، فهي في جوهرها سيرة ذاتية مكتوبة بضمير المتكلم، يروي فيها المؤلف طفولته وشبابه وأزماته النفسية والروحية وصولًا إلى انخراطه في الزاوية، في تجربة تمثل لحظة تحول وجودية في مساره. لكن النص لا يقتصر على البعد السيري، بل يوظف أيضًا عناصر روائية واضحة مثل تنويع المشاهد والأماكن، وبناء الحوارات، وتطوير الشخصيات، مما يمنحه طابعًا سرديا ويجعله ضمن الرواية شبه الخيالية.
ويبرز في القسم الثاني من الكتاب البعد التوثيقي، حيث يعرض المؤلف تاريخ الزاوية الحراقية في تطوان منذ عهد المولى سليمان حتى زمنه، موثقًا تطورها ودورها في الحياة الروحية والاجتماعية والسياسية للمدينة. وبهذا المزج بين السيرة الذاتية والعناصر الروائية والتوثيق التاريخي، تتخذ «الزاوية» طبيعة هجينية تجعلها نصًا فريدًا في الأدب المغربي، يجمع بين سرد الذات وتأملاتها، ورصد تحولات المجتمع والتاريخ المحلي.

## النشر
عرف كتاب «الزاوية» أربع مراحل أساسية في تاريخه الطباعي. فقد ظهر لأول مرة بين عامي 1942 و1943، بعد أن كان قد نُشر في حلقات بجريدة الريف تحت عنوان «كيف أحببت التصوف». وقد صدرت الطبعة الأولى أواخر عام 1942 عن مطبعة الريف بتطوان في نحو 215 صفحة، وانتهت بعبارة «انتهى الجزء، ويليه الجزء الثاني»، غير أن هذا الجزء الثاني لم ير النور قط. بعد مرور ما يقارب سبعة وخمسين عامًا، صدرت الطبعة الثانية سنة 1999، وهي نسخة منقحة اعتمدت على النص الأصلي الذي كان يزخر بالأخطاء الطباعية ويفتقر إلى علامات الترقيم. ومع ذلك، ظل الجزء الثاني غير منشور، وإن كانت بعض صفحاته – نحو ثماني صفحات من أصل أربع وعشرين – قد ظهرت في مجلة المشروع عام 1988. وفي عام 2008، أصدرت جمعية تطاون أسمير الطبعة الثالثة، التي مثّلت مراجعة جديدة للنص، لكنها في جوهرها امتداد لطبعة 1999 دون تغييرات جوهرية. 
أما الطبعة الأحدث، فقد صدرت سنة 2020 عن منشورات باب الحكمة في تطوان، وقام عبد العزيز السعود بمراجعتها وتقديمها، مضيفًا إليها فهارس مفصّلة للأعلام والأماكن والمصطلحات والمؤلفات الواردة في النص، مع إخراج طباعي ومعالجة شبه كاملة للأخطاء السابقة.